# Half-Mute
| Recensione | Giudizio |
| ---------- | -------- |
| AllMusic   | [ 1 ]    |

Half-Mute è il primo album in studio del gruppo musicale statunitense Tuxedomoon, pubblicato il 15 marzo 1980.

## Tracce
Testi e musiche dei Tuxedomoon.
Lato 1
1. Nazca
2. 59 to 1
3. Fifth Column
4. Tritone (Musica Diablo)
5. Loneliness
6. James Whale

Lato 2
1. What Use?
2. Volo Vivace
3. 7 Years
4. KM
5. Seeding the Clouds

## Formazione
- Steven Brown - sassofono, voce, sintetizzatori, tastiere, percussione elettronica
- Blaine Reininger - violino, voce, sintetizzatori, tastiere, chitarra, basso, percussione elettronica
- Peter Principle - basso, percussione elettronica, sintetizzatori

### Produzione
- Jim Renney - ingegneria del suono
- Patrick Roques - copertina

## Classifica
| Classifica (1980)   | Posizione massima |
| ------------------- | ----------------- |
| Regno Unito (Indie) | 10                |

## Cronologia delle pubblicazioni
| Stato       | Data | Etichetta | Formato | Catalogo  |
| ----------- | ---- | --------- | ------- | --------- |
| Stati Uniti | 1980 | Ralph     | LP      | TX8004    |
| Francia     | 1980 | Celluloid | LP      | 529806    |
| Paesi Bassi | 1985 | Cramboy   | LP      | CBoy 1010 |
| Paesi Bassi | 1985 | Cramboy   | CD      | CBoy 1040 |
| Stati Uniti | 1988 | Ralph     | CD      | 80042     |
| Paesi Bassi | 2016 | Cramboy   | CD      | CBoy 1011 |